# یخچال طبیعی روزنلاوی
یخچال طبیعی روزنلاوی (به لاتین: Rosenlaui Glacier) یک یخچال طبیعی در سوئیس است که در کانتون برن واقع شده‌است.